# Tinnye
Tinnye é um município da Hungria, situado no condado de Peste. Tem 16,1 km² de área e sua população em 2015 foi estimada em 1.728 habitantes.